# Pwd
pwd ett baskommando i Unix. Namnet är kort för print working directory och används för att skriva vilken aktuell sökväg är. Kommandot har endast ett fåtal funktionella växlar, --help och --version som visar hjälpsidan med användningsinfo och versionsnummer respektive.
Syntaxen är enkel, det är bara att skriva pwd i det aktuella skal man arbetar vid.